# No salgas esta noche
No salgas esta noche es una película de Argentina en blanco y negro dirigida por Arturo García Buhr según el guion de Sixto Pondal Ríos y Carlos Olivari que se estrenó el 25 de enero de 1946 y que tuvo como protagonistas a Enrique Serrano, Alicia Barrié, Arturo García Buhr y Tilda Thamar.

## Sinopsis
Un joven se finge enfermo para conquistar a una hermosa médica, pero la sobrina de ésta se enamora de él.

## Reparto
- Enrique Serrano ... Baltasar
- Alicia Barrié ... Dra. Julieta Molina
- Arturo García Buhr ... Raúl
- Tilda Thamar ... Malena
- Carlos Castro "Castrito" ... Roberto Ferrari
- Susana Freyre ... Tulula
- Olga Zubarry ... Haydée
- Ángel Walk
- Adriana Alcock
- Lucy Traverso
- Dedé Contestábile
- Blanca Lafont
- Lucy Blanco
- Adolfo Linvel ... Mayordomo
- E. Meyer Arana
- Luis Arellano
- Enrique Bustamante
- Pedro González

## Comentarios
El Heraldo del Cinematografista dijo que:

"La comedia...repetirá su éxito en la pantalla aun cuando sus recursos no sean siempre de buen gusto. Picaresca y muy dialogada divierte por la actuación eficaz de Enrique Serrano."

Por su parte Manrupe y Portela esciben:

"La obra había sido un éxito con el mismo protagonista pero la versión cinematográfica resulta ser una aburrida comedia demasiado encerrada entre cuatro paredes."